# Ahmad I Szach
Ahmad I Szach (ur. ?, zm. 1436) – sułtan Dekanu w latach 1422–1436, wnuk Abu-I Muzzaffar Ala ud-din I Bahman Szacha.
W 1429 roku przeniósł stolicę państwa z Gulbargi do Bidaru.